# 藤原有蔭
藤原 有蔭（ふじわら の ありかげ）は、平安時代初期から前期にかけての貴族。藤原南家乙麻呂流、陸奥守・藤原高扶の子。官位は従四位下・左少弁。

## 経歴
文徳朝前半に大宰少監を務め、文徳朝末の天安2年（858年）従五位下・肥前守に叙任される。
清和朝に入り、貞観4年（862年）民部少輔として一旦京官に復すが、翌貞観5年（863年）には上野介を兼任し、まもなく大宰少弐次いで近江介に転任するなど、短期間に地方官を転々とした。のちに散位を経て、貞観11年（869年）伊勢権守に任ぜられる。
元慶4年（880年）清和上皇の崩御にあたり、固関使として近江国に派遣される（この時の位階は従五位上）。元慶8年（884年）2月に光孝天皇の即位に伴い正五位下に叙せられ、同年中に従四位下・左少弁に叙任された。
仁和元年（885年）10月2日卒去。享年62。

## 官歴
『六国史』による。
- 仁寿3年（853年） 7月1日：見大宰少監[1]
- 時期不詳：正六位上
- 天安2年（858年） 閏2月13日：従五位下、肥前守
- 貞観4年（862年） 正月13日：民部少輔
- 貞観5年（863年） 2月10日：兼上野介。2月16日：大宰少弐。3月20日：近江介
- 時期不詳：散位
- 貞観11年（869年） 正月13日：伊勢権守。11月11日：伊勢権守
- 時期不詳：従五位上。散位
- 元慶4年（880年） 12月5日：固近江関使
- 時期不詳：信濃守
- 元慶8年（884年） 2月23日：正五位下。5月26日：左少弁。11月25日：従四位下
- 仁和元年（885年） 10月2日：卒去[2]

## 系譜
『尊卑分脈』による。
- 父：藤原高扶
- 母：坂上関守の娘
- 妻：多治縄主の娘
  - 男子：藤原恒忠
- 生母不詳の子女
  - 男子：藤原忠仁
  - 男子：藤原忠房